# Госдороги
Госдоро́ги (рос. Госдороги) — селище у складі Каменськ-Уральского міського округу Свердловської області.
Населення — 16 осіб (2010, 19 у 2002).
Національний склад станом на 2002 рік: росіяни — 79 %.